# Sutura esfeno-etmoidal
La sutura esfeno-etmoidal es una sutura del cráneo situada entre el hueso esfenoides y el hueso etmoides.
- Datos: Q1290783